# 索爾納中心站
索爾納中心站（瑞典語：Solna centrum）是斯德哥爾摩地鐵在索爾納市的地鐵車站兼商場，離瑞典斯德哥爾摩市中心約5公里。車站在1975年8月31日啟用，是藍線由地鐵中央站至休爾斯塔站第一段通車的車站之一，鄰近友誼競技場。索爾納中心附近約有120間商店和餐廳、40間辦公室和214間公寓。

## 圖片

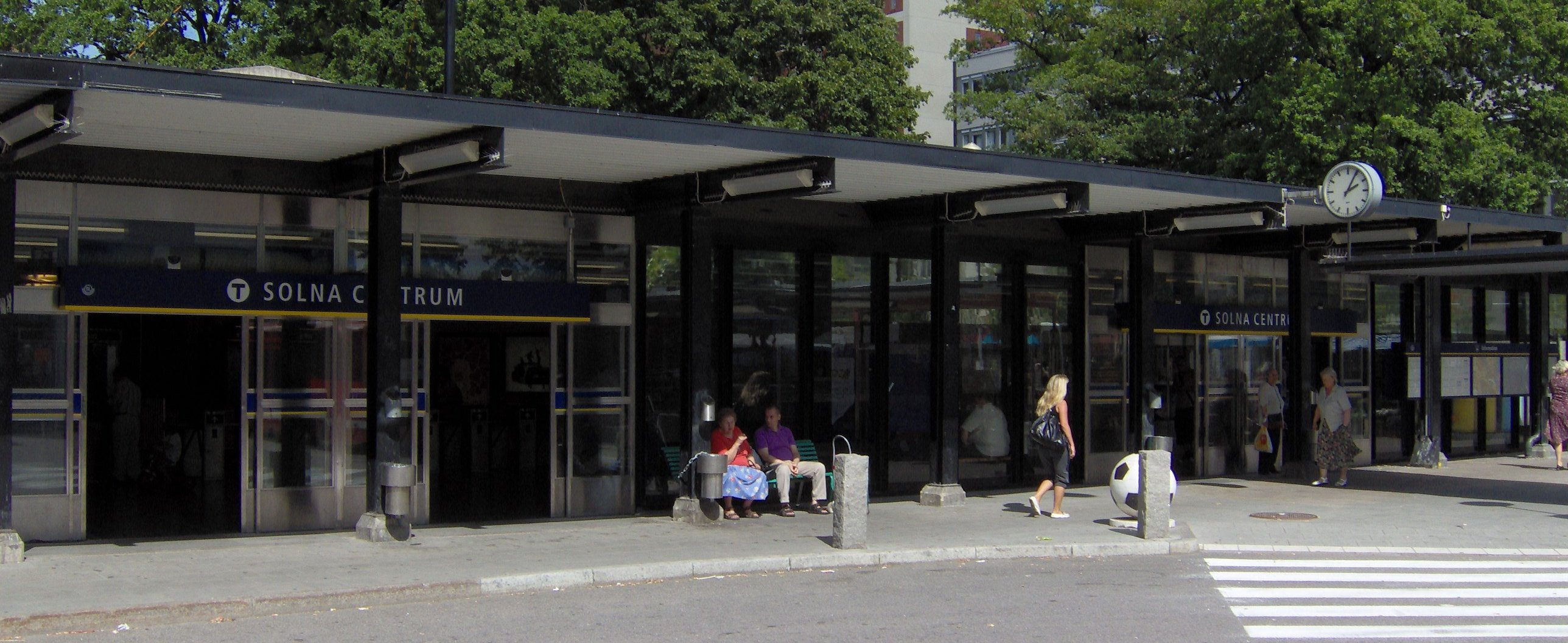
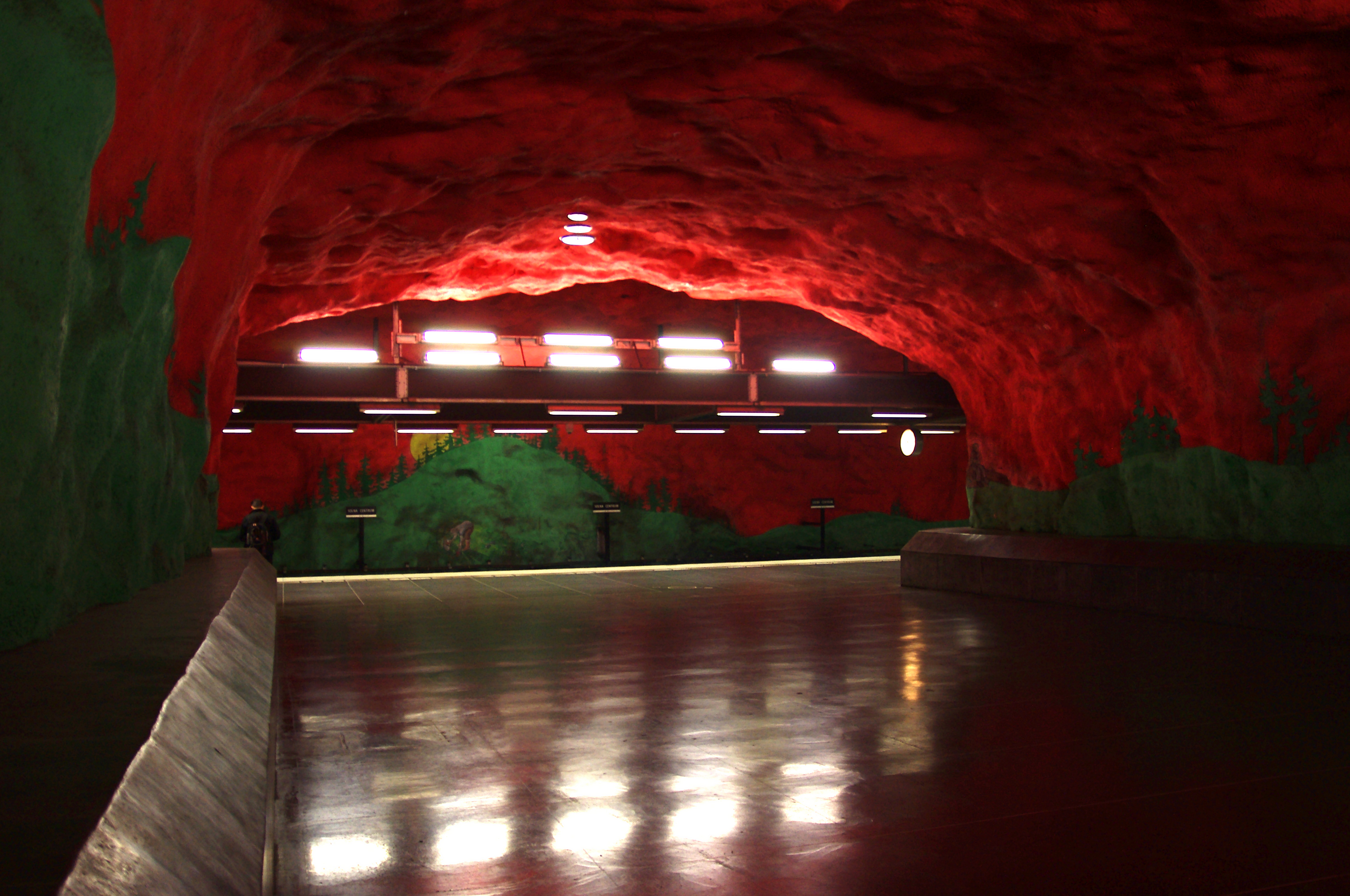
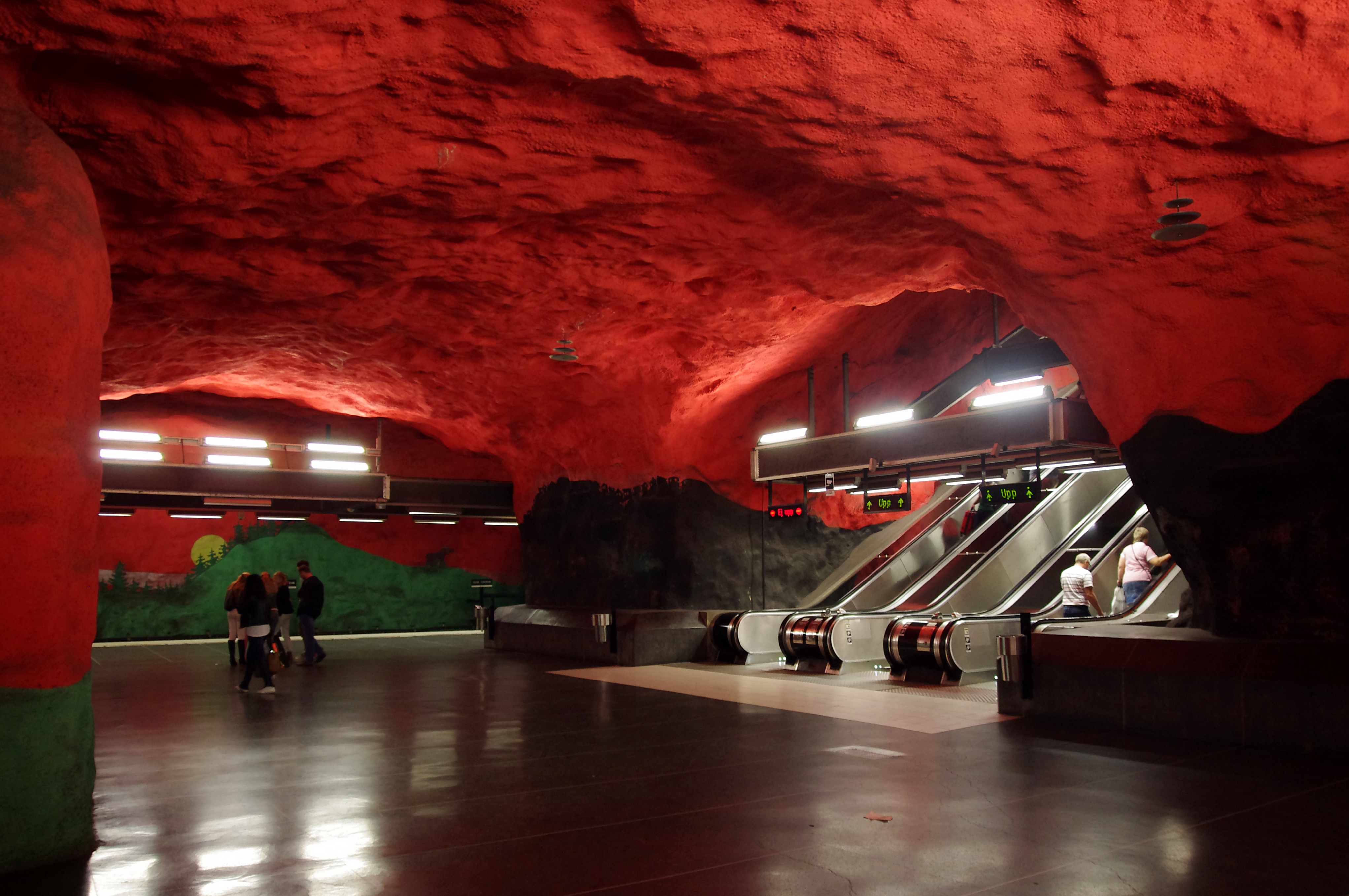
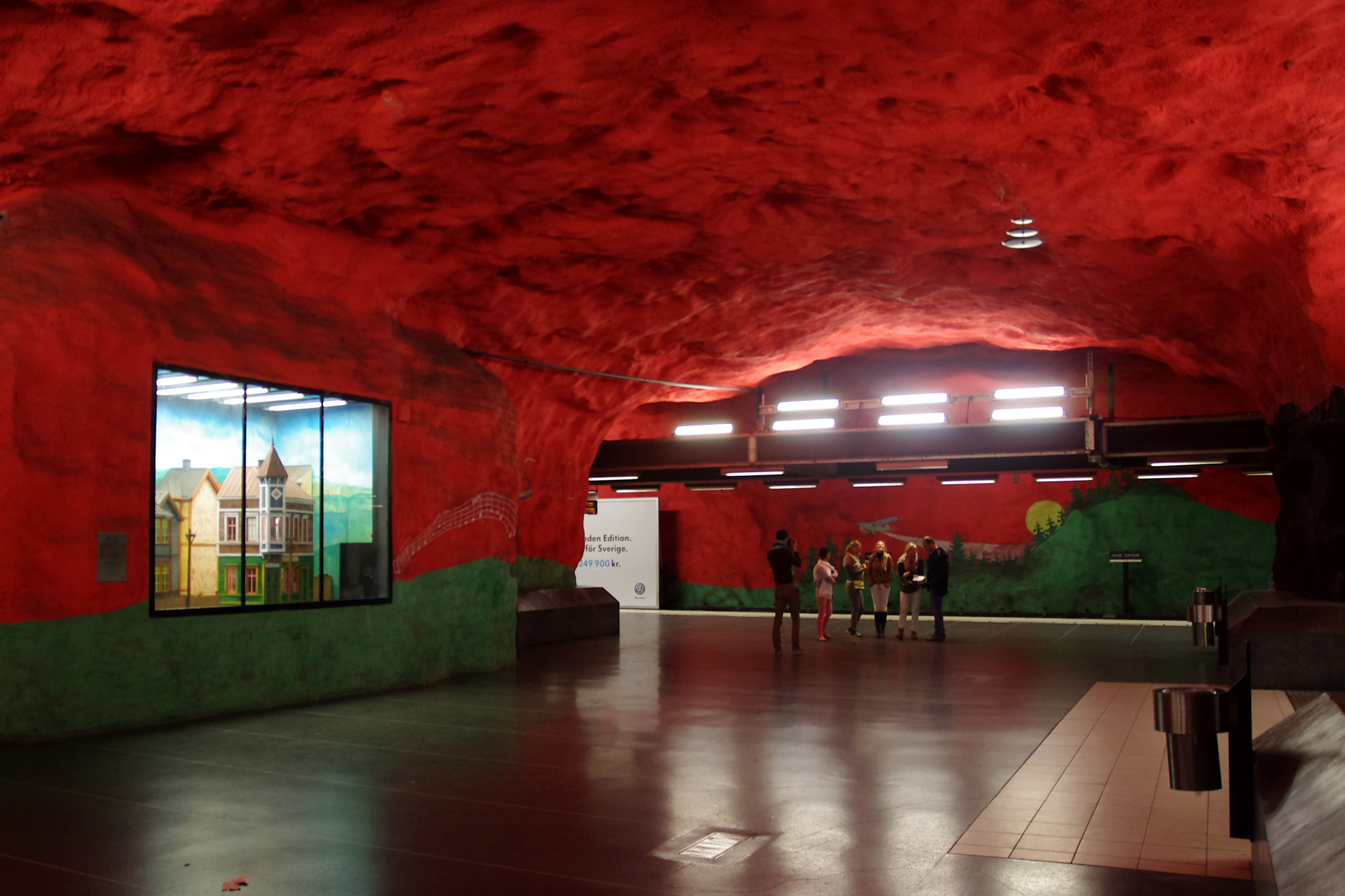
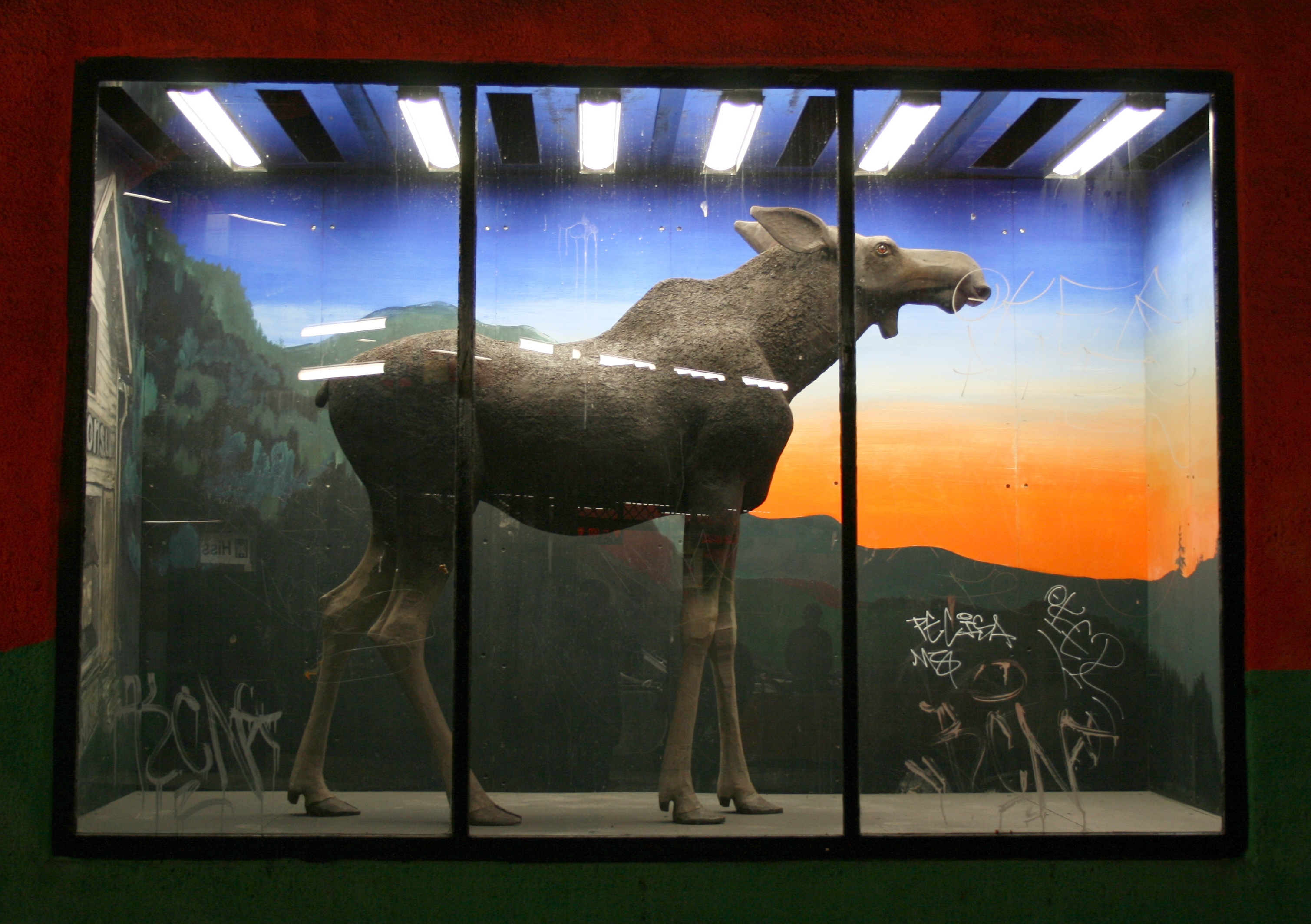
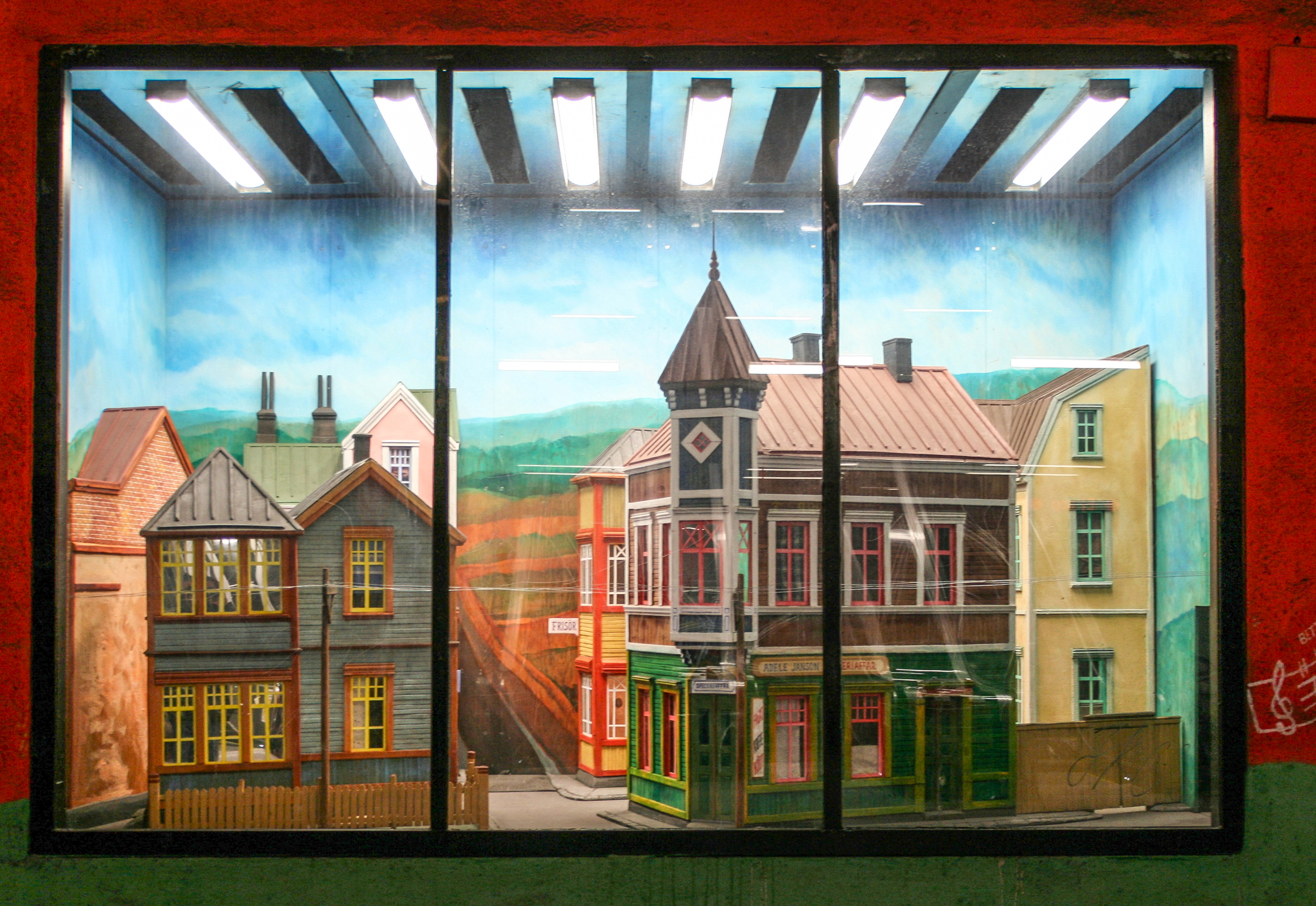
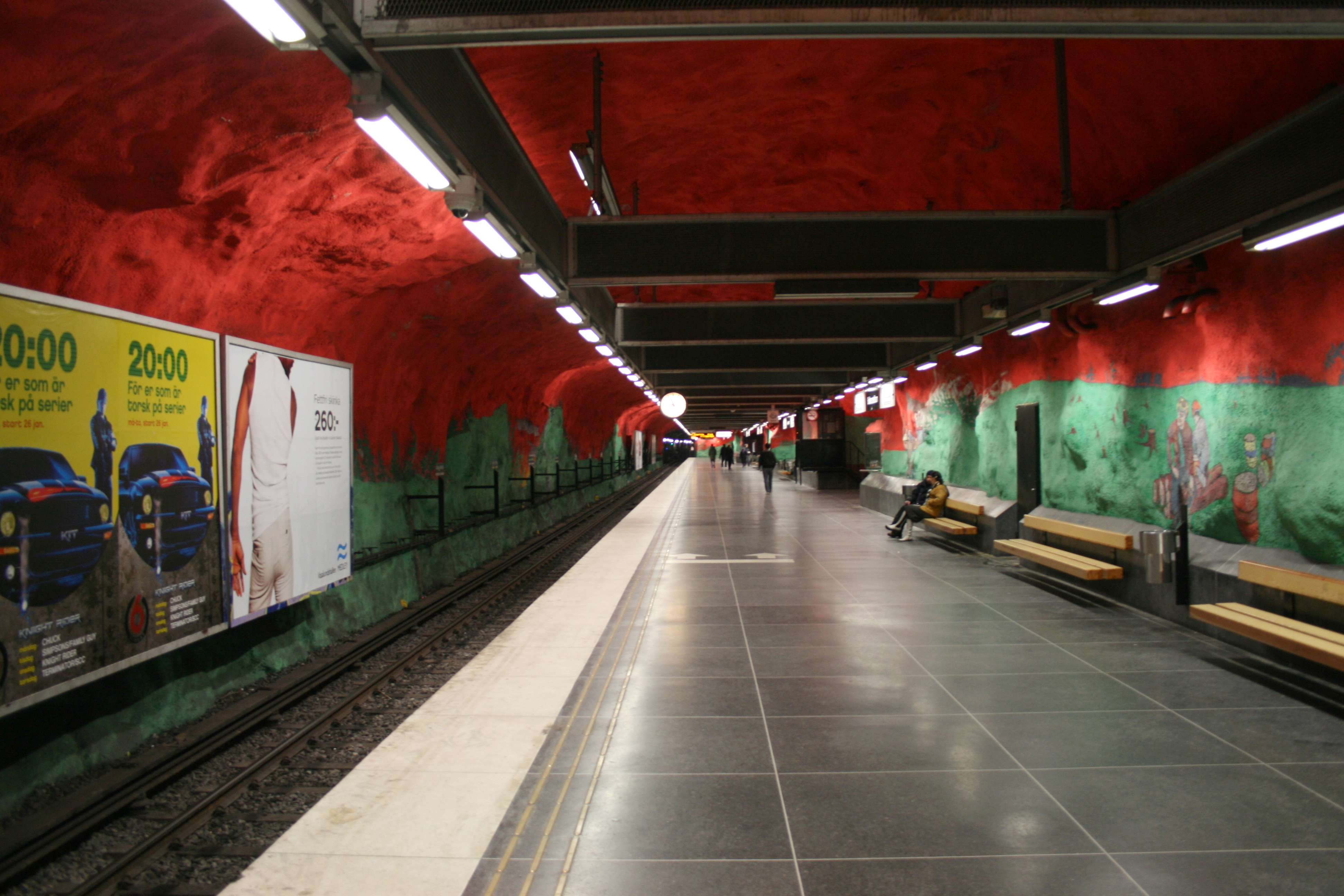
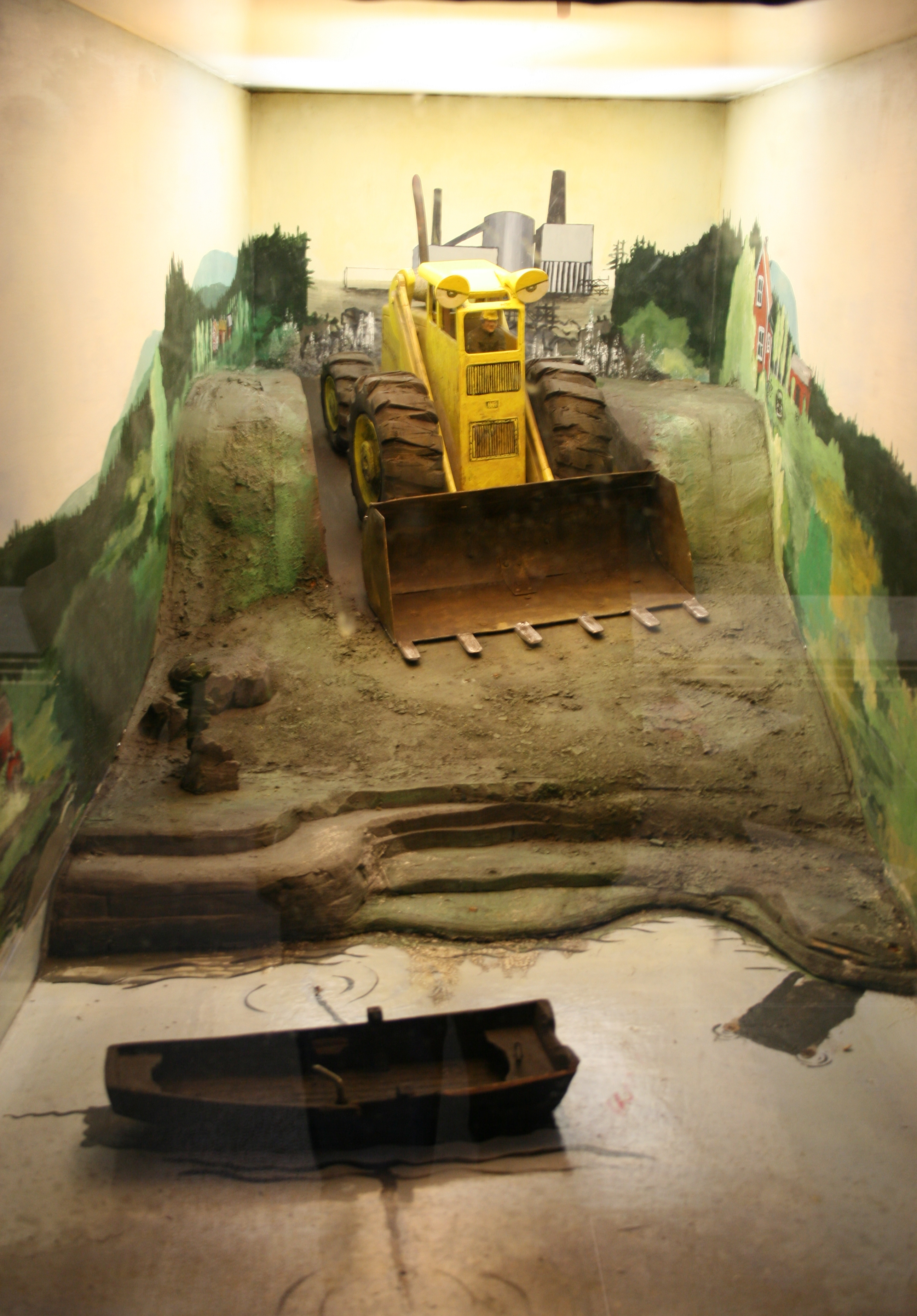
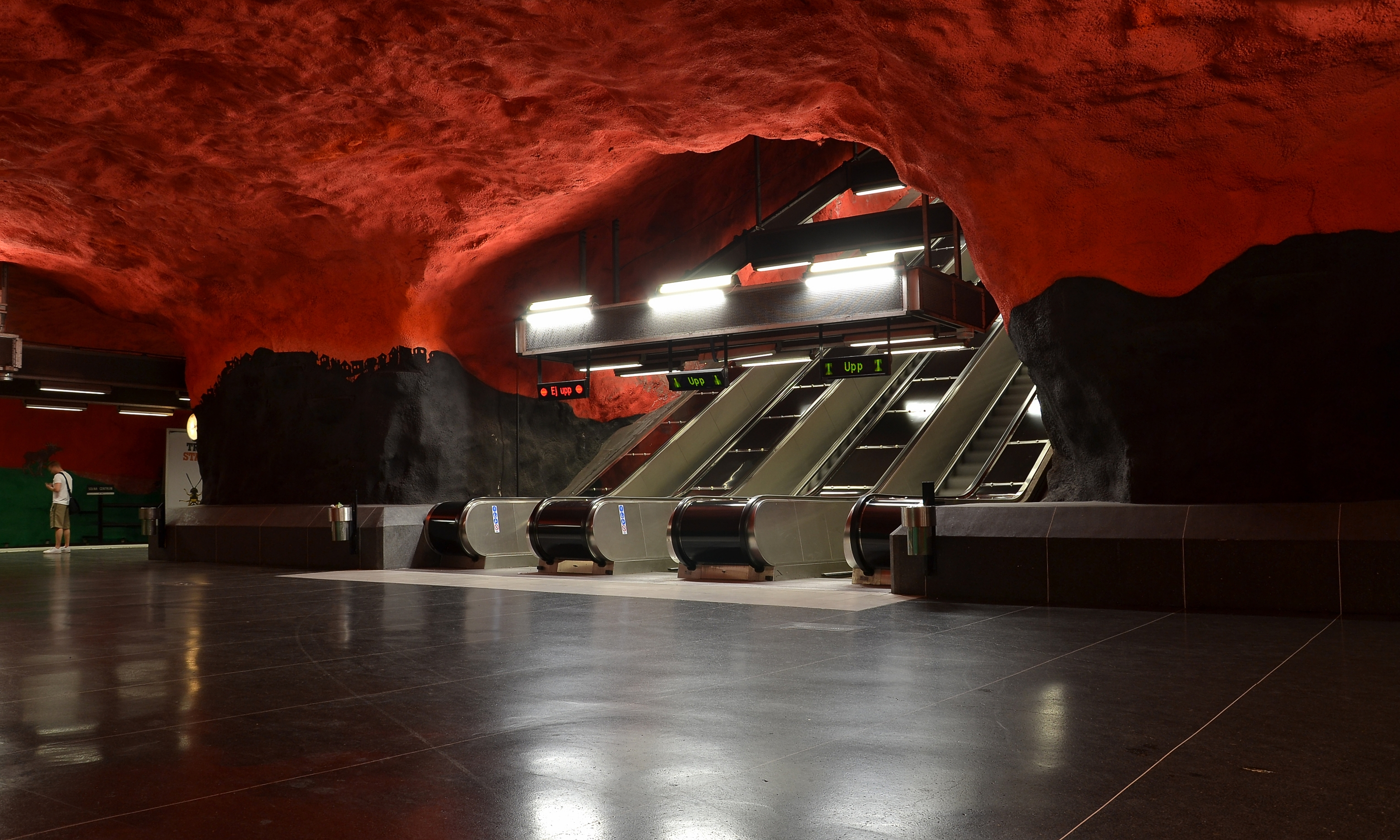
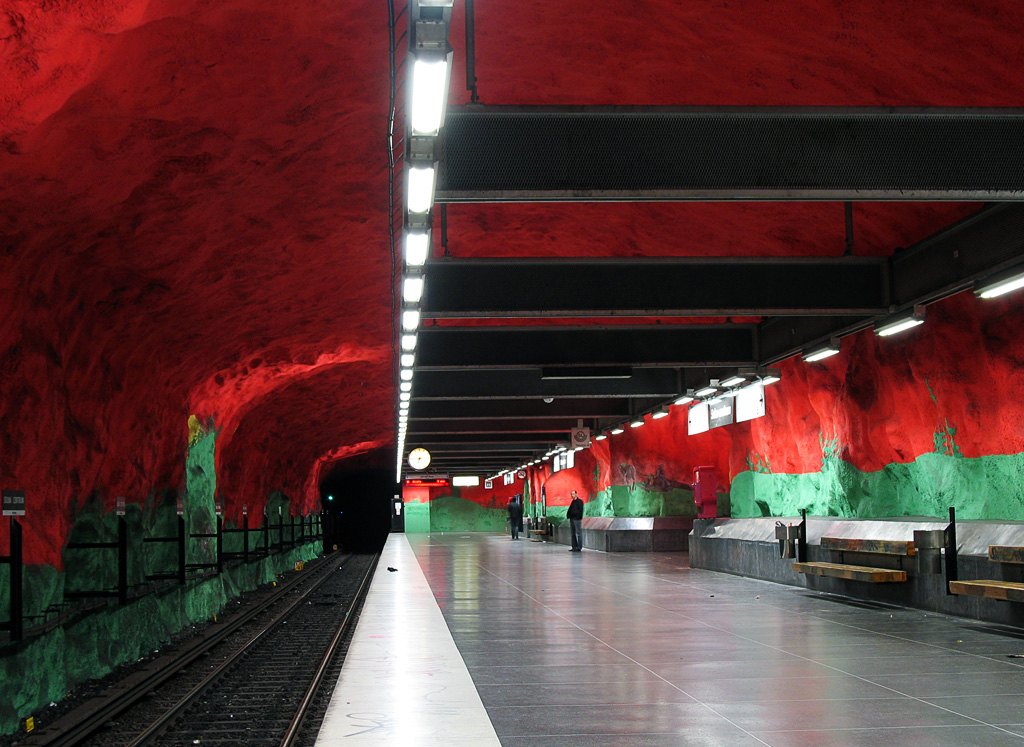
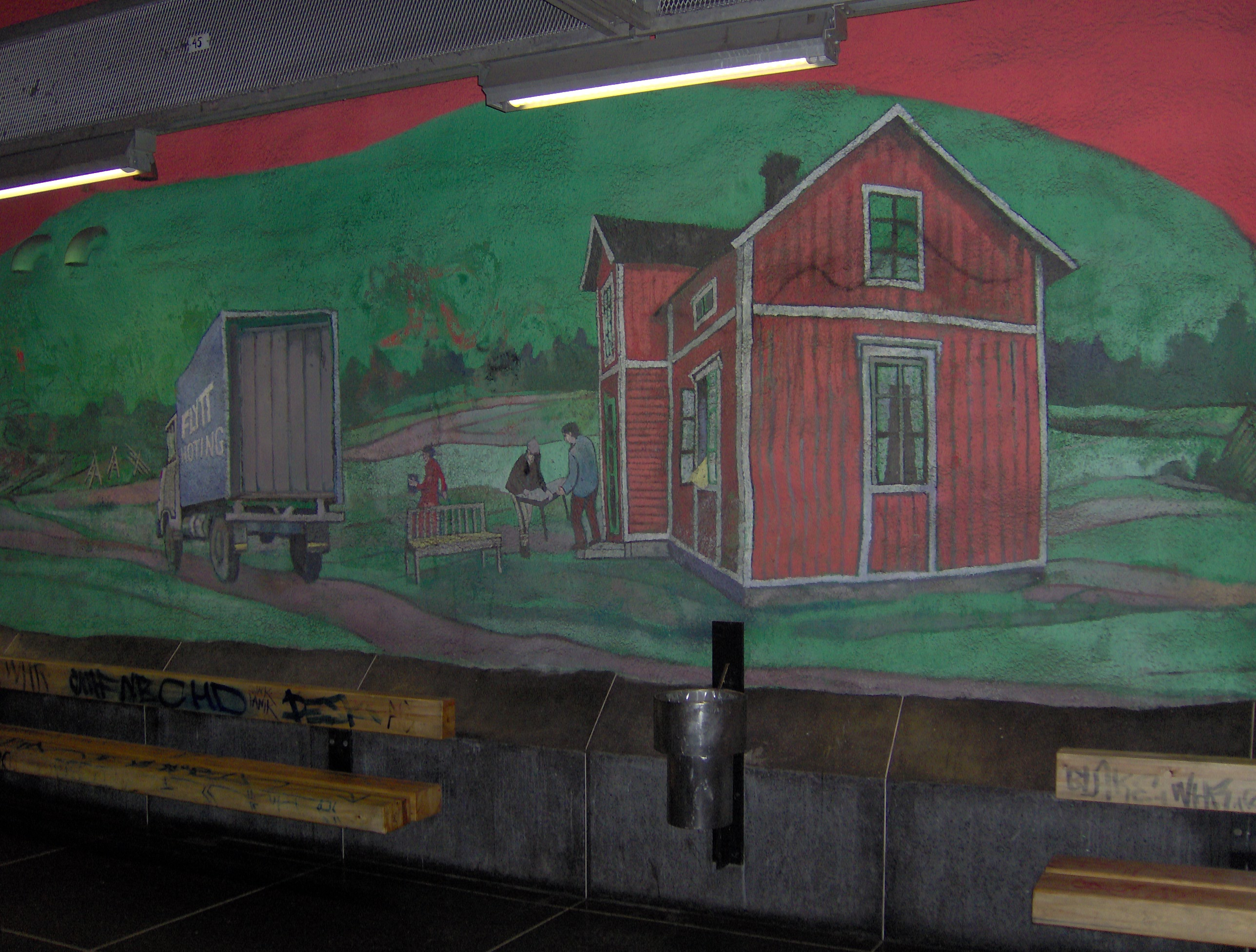
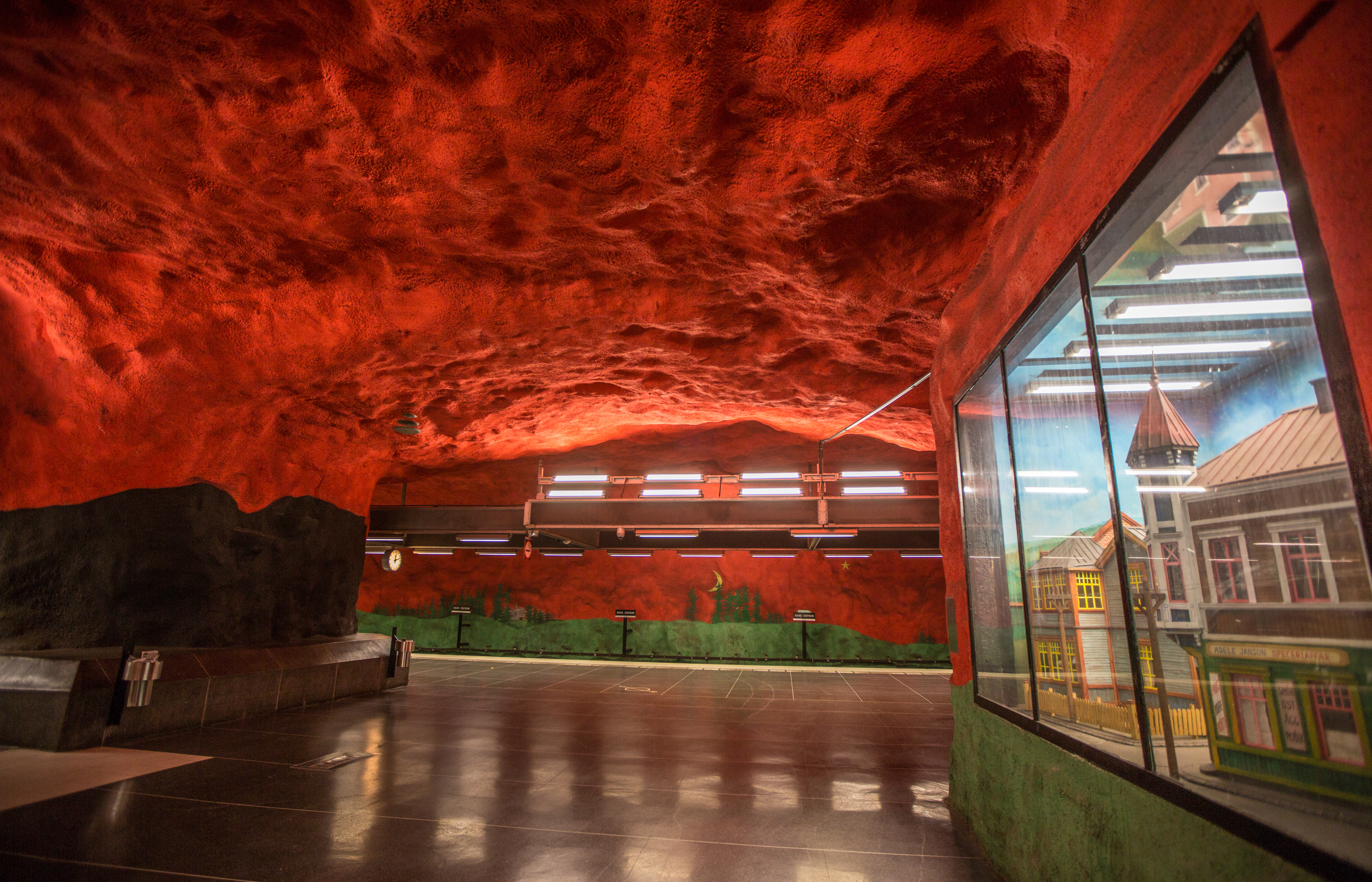

## 外部連結
- 索爾納中心站圖片 （页面存档备份，存于）
- http://www.solnacentrum.se/ （页面存档备份，存于）